# Kanton Saint-Paulien
Kanton Saint-Paulien (fr. Canton de Saint-Paulien) je francouzský kanton v departementu Haute-Loire v regionu Auvergne. Tvoří ho sedm obcí.

## Obce kantonu
- Blanzac
- Borne
- Lavoûte-sur-Loire
- Lissac
- Saint-Geneys-près-Saint-Paulien
- Saint-Paulien
- Saint-Vincent